# Weiskirchen
Weiskirchen is een gemeente in de Duitse deelstaat Saarland, en maakt deel uit van de Landkreis Merzig-Wadern.
Weiskirchen telt 6.284 inwoners.